# Marcin Lijewski
Marcin Lijewski, né le 21 septembre 1977 à Krotoszyn, est un handballeur international polonais, évoluant au poste d'arrière droit. 
Il est actuellement le sélectionneur de l'équipe nationale de Pologne.  
Son frère, Krzysztof, est également international polonais et a joué avec Marcin à Hambourg.

## Biographie
Avec l'équipe nationale polonaise, il remporte deux médailles, une d'argent lors du championnat du monde 2007 et une de bronze deux ans plus tard lors du championnat du monde 2009.
Après leur titre de vice-champion du monde obtenu en 2007, Marcin Lijewski et ses coéquipiers reçoivent la Croix d'or du Mérite (Krzyż Zasługi), le 5 février 2007, des mains de Lech Kaczyński, le président de la République de Pologne lors d'une cérémonie organisée au palais Koniecpolski.
Après 251 sélections et 711 buts marqués en équipe nationale de Pologne, il annonce sa retraite internationale à l'issue du championnat du monde 2013.

## Palmarès

### En club
compétitions internationales
- Vainqueur de la Ligue des champions (1) : 2013
  - Finaliste en 2004, 2007

compétitions nationales
- Vainqueur du Championnat de Pologne (3) : 2000, 2001, 2002
- Vainqueur du Championnat d'Allemagne (2) : 2004, 2011
  - Vice-champion (6) en 2003, 2005, 2006, 2008, 2009, 2010
- Vainqueur de la Coupe d'Allemagne (3) : 2003, 2004, 2005, 2010
- Vainqueur de la Supercoupe d'Allemagne (2) : 2009, 2010

### Sélection nationale
- Championnat du monde de handball : 
  -  Médaillé d'argent au championnat du monde 2007 en Allemagne
  -  Médaillé de bronze au championnat du monde 2009 en Croatie

### Distinctions personnelles
- Croix d'or du Mérite (Krzyż Zasługi)[3]
- Élu meilleur arrière droit du championnat du monde (2) : 2007, 2009